# Daniel Magnus
Daniel Magnus (en griego Δανιήλ ο Μάγνης), Magnesia 1769 - Estambul 1856 ) fue maestro, filósofo, erudito griego del siglo XVII y director de la Gran Escuela ateniense. El nombre por el cual es conocido es un alias derivado de su ciudad natal. Realizó varios estudios de teología y publicaciones reconstruccionistas sobre la historia de la Antigua Grecia. Fue profesor en Venecia, Atenas y Constantinopla.